# KSHMR
Niles Hollowell-Dhar (sinh ngày 6 tháng 10 năm 1988), được biết đến với nghệ danh KSHMR (phát âm là Kashmir, đôi khi được cách điệu là KSHМЯ), là một DJ người Mỹ gốc Ấn Độ, nhà sản xuất kiêm nhạc sĩ đến từ Berkeley, California, Hoa Kỳ. Anh đã được xếp hạng 23 trên bảng xếp hạng DJ Magazine năm 2015 và đã được trao giải The Highest New Entry. Năm 2017, vị trí của anh trong bảng xếp hạng DJ Magazine được nâng lên vị trí thứ 12. Năm 2019, anh sáng lập nên nhãn đĩa Dharma Worldwide - một nhãn đĩa con của Spinnin' Records.

## Tiểu sử
Hollowell-Dhar đến từ Berkeley, California, Hoa Kỳ. Cha anh là một người nhập cư từ Ấn Độ. Anh lấy nghệ danh theo tên bang Jammu và Kashmir của Ấn Độ, cũng có nghĩa là "thiên đường trên mặt đất". Anh từng là thành viên của ban nhạc hip-hop The Cataracs cùng với David Singer-Vine, ban nhạc đã phát hành phát hành các bản hit như: Like a G6 cùng với Far East Movement, Bass Down Low cùng với DEV, và hit thứ hai của Selena Gomez trong album đầu tay của cô Stars Dance. Hollowell-Dhar đã bắt đầu sản xuất nhạc điện tử với nghệ danh của mình sau sự ra đi của Singer-Vine năm 2014. Cùng năm đó khi Hollowell-Dhar đã ra mắt solo đầu tiên, vào năm 2015 anh đã đạt được vị trí 23 trên bảng xếp hạng Top DJ 100 của năm, anh cũng đã giành được giải thưởng "The Highest New Entry" cùng năm. Hollowell-Dhar hiện đang sử dụng phần mềm Ableton Live 9 cùng với Propellerhead Reason để sản xuất âm nhạc.  Propellerhead. Vị trí của Hollowell-Dhar trong DJ Top 100 DJ của tạp chí DJ năm 2016 đã tăng thêm 11 bậc so với năm 2015 và đạt vị trí thứ 12 và anh cũng đã giành được thưởng "Highest Live Act".

## Sự nghiệp

### 2014
Vào năm 2014, Hollowell-Dhar bắt đầu sản xuất nhạc điện tử với nghệ danh KSHMR. Anh đã lấy nghệ danh này để tham gia bảng xếp hạng Beatport. Những nghệ sĩ hợp tác đáng chú ý của Hollowell-Dhar bao gồm Firebeatz, R3HAB, Tiësto, Carnage, Timmy Trumpet và DallasK. Hollowell-Dhar phát hành đĩa đơn đầu tiên của mình "Megalodon" vào ngày 24 tháng 2 năm 2014 trên nhãn Spinnin 'Records. Đĩa đơn "Karate" của KSHMR hợp tác với R3HAB đã lọt vào bảng xếp hạng SNEP (một bảng xếp hạng chính thức của Pháp) vào tháng 3 năm 2015. Hầu hết các bài hát của Hollowell-Dhar đều được phát hành dưới nhãn Spinnin' Records. Hollowell-Dhar bắt đầu gây chú ý khi đĩa đơn "Burn" hợp tác với DallasK, đã lọt vào bảng xếp hạng Top 40 của Beatport và sau đó đã leo lên vị trí số 1. Đĩa đơn đã được phát hành thông qua 3 nhãn: Revealed Recordings, Spinnin' Records, và Ultra Records.

### 2015
Hollowell-Dhar cuối cùng đã tự giới thiệu mình tại Đại nhạc hội Ultra Music Festival 2015 và được giới thiệu bởi chính Tiësto. Bài hát "Secrets" của anh, hợp tác với Tiësto và Vassy là một hit lớn của EDM, được phát trực tuyến thông qua các bảng xếp hạng của Buzz và đạt được vị trí cao nhất trên bảng xếp hạng Beatport. Hollowell-Dhar đã có một số hit Beatport khác như "No Heroes", "Burn", "Secrets", "Dead Mans Hand", "Kashmir", "Dogs", "Karate", "It Feels (KSHMR Remix)" và "JAMMU". Logo, nghệ danh của anh và một số bài hát như "Delhi", "JAMMU", "Kashmir", "Bazaar", "Dharma" và "Paradesi EP" đều lấy cảm hứng từ nền văn hoá Ấn Độ, nguồn gốc dân tộc Ấn Độ của anh. Tháng 6 năm 2015, Hollowell-Dhar tuyên bố sẽ tổ chức một cuộc thi remix cho bài hát "JAMMU" của anh - giải thưởng đầu tiên là hợp tác với Hollowell-Dhar trong một ca khúc mới. Cuộc thi được tổ chức trên nền "Talent Pool" của Spinnin' Records và người chiến thắng là KYFRA. Tháng 7 năm 2015, Hollowell-Dhar đã phát hành gói âm thanh đầu tiên của mình và được đánh giá cao bởi Splice Sounds. Sau cuộc thi, Hollowell-Dhar đã công bố buổi biểu diễn trực tiếp đầu tiên, tại Nhà hát Fonda, Los Angeles. Buổi biểu diễn đã diễn ra vào ngày 19 tháng 9 năm 2015.

### 2016
Anh đã phát hành album đầu tay "The Lion Across The Field EP" vào ngày 13 tháng 5 năm 2016. Anh tham gia sáng tác và sản xuất "Tsunami" của DVBBS & Borgeous, cũng như "Stampede" của DVBBS, Borgeous, và Dimitri Vegas & Like Mike. Vào ngày 23 tháng 7 năm 2016, anh có màn biểu diễn đầu tiên tại đại hội Tomorrowland, trên sân khấu chính. Vào ngày 5 tháng 9 năm 2016, anh hợp tác với Tigerlily để phát hành single mới "Invisible Children". Hollowell-Dhar nói: "Dự án đã được khởi đầu tốt đẹp, tôi đã thêm những ý tưởng của tôi và nó kết hợp với nhau khá nhanh. Tên gọi này đến từ một thuật ngữ đề cập đến trẻ em khu ổ chuột ở Ấn Độ và những nơi trên thế giới nơi mà đói nghèo tràn lan đến mức mọi người không để ý đến nữa". Hai tuần sau, anh được trao tặng giải thưởng "Best Live Act" của DJ Mag's 2016. Vị trí của anh đã tăng từ 23 lên 12 trong danh sách Top 100 DJ của DJ Mag's 2016. Vào ngày 24 tháng 10 năm 2016, anh hợp tác với Basjackers để phát hành đĩa đơn "Extreme" cùng với Sidney Tipton thông qua nhãn Spinnin 'Records. Trong một tuyên bố gửi qua email, Bassjackers nói: "Bên cạnh sự hợp tác âm nhạc, chúng tôi cũng phát triển tình bạn bên ngoài âm nhạc. Chúng tôi nghĩ rằng tình bạn làm cho bài hát này rất đặc biệt". Tháng 10 năm 2016, anh phát hành bài hát mới cùng với Will Sparks, "Voices".

### 2020
Vào tháng 9 năm 2020, anh được nhà phát hành game Garena mời hợp tác với tựa game Garena Free Fire Với sự kiện Ngày Booyah. Vào tháng 10. Anh đã phát hành ca khúc One More Round và là nguyên mẫu cho nhân vật mới là K.

## Danh sách đĩa nhạc
- Harmonica Andromeda (2021)
- Karam (2023)

## Vinh danh
| Năm  | Giải thưởng | Đề mục đề cử | Thể loại    | Kết quả |
| ---- | ----------- | ------------ | ----------- | ------- |
| 2015 | DJ Mag      | Bản thân     | Top 100 DJs | 23      |
| 2016 | DJ Mag      | Bản thân     | Top 100 DJs | 12      |
| 2017 | DJ Mag      | Bản thân     | Top 100 DJs | 12      |
| 2018 | DJ Mag      | Bản thân     | Top 100 DJs | 18      |
| 2019 | DJ Mag      | Bản thân     | Top 100 DJs | 15      |
| 2020 | DJ Mag      | Bản thân     | Top 100 DJs | 12      |
| 2021 | DJ Mag      | Bản thân     | Top 100 DJs | 11      |
| 2022 | DJ Mag      | Bản thân     | Top 100 DJs | 12      |
| 2023 | DJ Mag      | Bản thân     | Top 100 DJs | 15      |